# Pedro de Valdivia

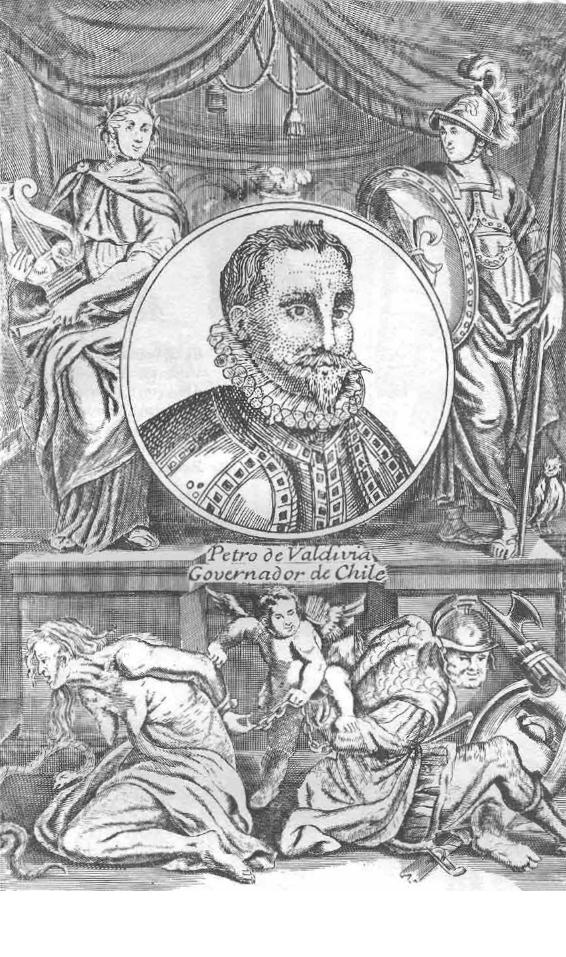
Pedro de Valdivia, gravură aparţinând lui Alonso de Ovalle (1646).

Pedro Gutiérrez de Valdivia sau Valdiva (n. cca. 1500, Badajoz – d. 25 decembrie 1553) a fost un conchistador spaniol și primul guvernator din Chile. 
După ce a luptat în armata spaniolă în diferite războaie pe teatrele de luptă din Italia și Flandra, Valdivia a fost trimis în America de Sud în 1534, unde a servit ca locotenent al lui Francisco Pizarro în campania acestuia din Peru. În 1538 a participat la bătălia de la Las Salinas din cadrul confruntărilor dintre conchistadori, luând partea lui Hernando Pizzaro și contribuind la înfrângerea și capturarea lui Diego de Almagro; drept recompensă, i s-a oferit o mină de argint. În 1540 a trecut la sud de Peru (regiune denumită pe atunci Nueva Toledo și a condus o expediție de 150 de spanioli în Chile, unde a înfrânt o numeroasă forță a amerindienilor și a întemeiat orașul Santiago în 1541. În 1546, a extins dominația spaniolă până la sud de râul Bío-Bío, după care a luptat din nou în Peru (1546 – 1548) și a revenit în Chile ca guvernator 1549. A început cucerirea teritoriului chilian de la sud de Bío-Bío și a fondat Concepción în 1550. A fost capurat și ucis în timpul unei campanii împotriva indienilor araucani, în cadrul confruntării de la Tucapel. Orașul chilian Valdivia îi poartă numele.

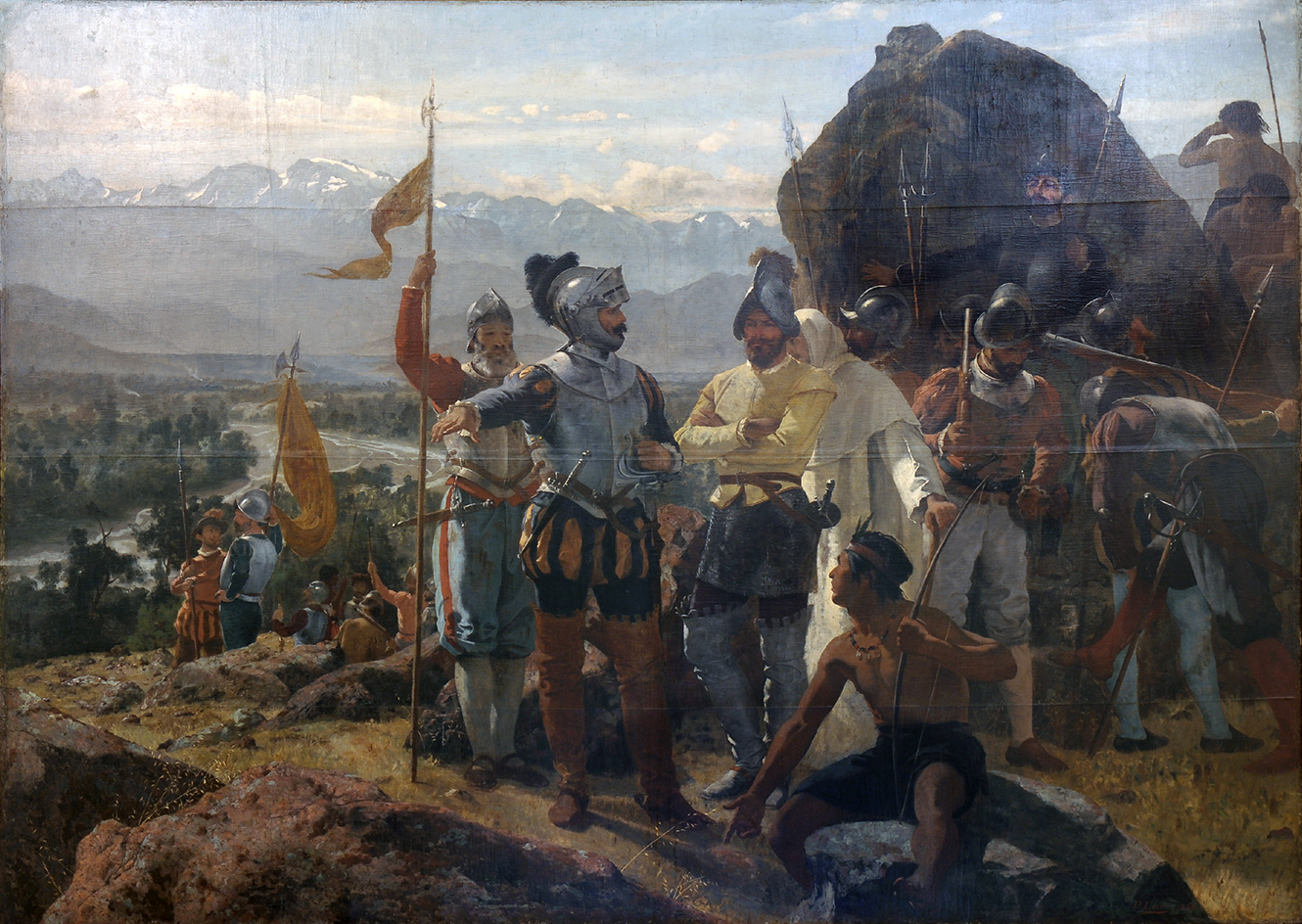
Tablou al lui Pedro Lira (1889), înfățișând fondarea orașului Santiago de Chile de către Pedro de Valdivia.